# Beueler Wäschereien
Die Beueler Wäschereien im heute zu Bonn gehörenden Beuel sind Traditionsunternehmen aus dem frühen 18. Jahrhundert. Sie waren mit ihren Wäscherinnen die Keimzelle für die heutige rheinische Weiberfastnacht.
Der klassische Broterwerb im 18. Jahrhundert – Landwirtschaft, Weinbau, Fischfang und Schifferei – ging nach und nach zurück, sodass man mit neuen Aufgaben den Lebensunterhalt bestreiten musste. Vermutlich war es ein langer flacher Zugang zum Rhein, der am Beueler Rheinufer ein einfacheres Waschen ermöglichte als auf der gegenüberliegenden Bonner Seite. Aus Beuel wurde im Laufe der Zeit eine Wäscherstadt mit einer Vielzahl von Wäschereien. Im Jahre 1902 waren es 92 Wäschereien. Heute sind es nur noch vier. Das Heimatmuseum Beuel legt einen Schwerpunkt auf die Geschichte der Wäschereien.

## Arbeitsweisen und -mittel

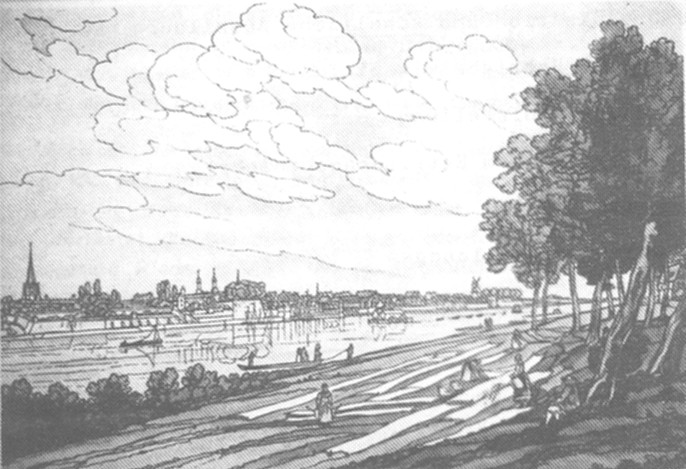
Ansicht auf die am Rhein ausgebreitete Wäsche von 1828

Der Arbeitsvorgang beim Bleichen der angelieferten Leinwand war verhältnismäßig einfach, vorausgesetzt das Wetter spielte mit. Die auf den Beueler Wiesen am Rhein ausgebreitete Leinwand wurde täglich mehrfach mit Rheinwasser begossen und dadurch unter dem Einfluss von Licht und Sonne gebleicht. Mitunter war es auch notwendig, störrische Leinwand mit einem Schlagholz auf einem großen Stein mit glatter Außenfläche „weichzuklopfen“.
Das Schlagholz, „Pläätchen“ genannt, wurde auch von den Wäschern benutzt, um nach dem Auswaschen im Rhein noch verbliebene hartnäckige Schmutzstellen zu beseitigen. Bei diesem Auswaschen (Spülen) im Rhein erhielt die Wäsche den für Beuel unverkennbaren Geruch, den man „Beueler Duft“ nannte. Dass dieser Duft der weißen wie der bunten Wäsche anhaftete, obwohl die beiden Arten in getrennten Waschvorgängen behandelt wurden, versteht sich von selbst, denn anfänglich wurde das Auswaschen ausschließlich im Rhein vorgenommen.
In Beuel wurde zuerst die Wäsche „gebeucht“, d. h. mit der Asche der Holzkohle (Pottasche) von Buchenholz gebeizt. Die schmutzige Wäsche wurde in einer großen Holzbütte über Nacht eingeweicht, am nächsten Tag mit der Holzkohlenasche bestreut und mit heißem Wasser übergossen. Nach dem Abkühlen wurde das Wasser durch den Spund am Boden der Bütte abgelassen, aufgefangen und wieder erhitzt. Dieser Vorgang wurde bis zu zehnmal wiederholt und dann die Wäsche zum Auswaschen an den Rhein gebracht.
Die Arbeitsweise mit der Asche wurde recht schnell durch Seifenlauge aus Schmierseife ersetzt. Das mehrmalige Beizen der Wäschestücke entfiel. Die Wäsche wurde dafür in einer Bütte mit der Wurzelbürste auf einem Waschbrett gebürstet. Danach kam sie wieder an den Rhein, wo sie ausgewaschen, gebleicht und getrocknet wurde. Unterstützt wurde der Bleichprozess, indem man „Waschblau“ zu Hilfe nahm.
Später trat an Stelle der Schmierseife die Kernseife. Sie wurde klein geschnitten und später dann durch Seifenflocken ersetzt. In den 1890er Jahren kam dann schließlich das Seifenpulver, das bis heute, neben den neuen Flüssigwaschmitteln, besteht.
Durch den Ausbau von Werften und der Rheinpromenade konnten die Rheinwiesen nicht mehr großflächig genutzt werden. Dadurch, dass die Wäscher nun ausschließlich auf ihr Grundstück angewiesen waren, hatten sie zwar den Transport zwischen Haus und Rheinufer gespart, hatten jetzt aber das Problem, die Abwässer zu beseitigen. Bis 1902 stand den Wäschern noch keine öffentliche Wasserleitung zur Verfügung. Das Beueler Grundwasser und später auch das Leitungswasser hatte einen hohen Kalkanteil und war daher sehr hart. Aus diesem Grund wurde möglichst viel weiches Regenwasser aufgefangen.
Um die Wäsche witterungsunabhängig zu trocknen, wurde oberhalb der Waschküche, die meistens in einem Anbau untergebracht war, ein überdachter Raum eingerichtet, dessen beide Längsseiten Mauerschlitze aufwiesen, um genug Durchzug zum Trocknen zu haben. War die Wäsche fertig gebleicht bzw. getrocknet, wurde sie geplättet (gebügelt) oder gemangelt.
Das Mangeln geschah, indem die Wäsche zwischen zwei Walzen, die durch einen Schwengel per Hand bewegt wurden, durchgedrückt und somit geglättet worden sind. Das Bügeln fand mit einem Bügeleisen statt, welches über einem kleinen Öfchen („Strichöffje“) erhitzt wurde. So wie das Waschblau der Wäsche einen hellen Schimmer gab, so bekamen die Wäschestücke durch Wäschestärke beim Bügeln eine gewisse Festigkeit. Es war schon eine kleine handwerkliche Kunst, die erlernt werden wollte. Deshalb gaben manche Wäschereien die Stärkewäsche an „Heimbüglerinnen“ ab, die einen Stücklohn erhielten.
Nach Mangeln und Bügeln kam das Fertigmachen: In einen Waschkorb wurden die dem jeweiligen Kunden gehörenden Wäschestücke anhand des vom Kunden erstellten Waschzettels gelegt. Die Richtigkeit der Angaben auf diesen Waschzetteln war schon vorher beim Sortieren der Wäsche vor dem Waschvorgang überprüft worden.

## Transportmittel

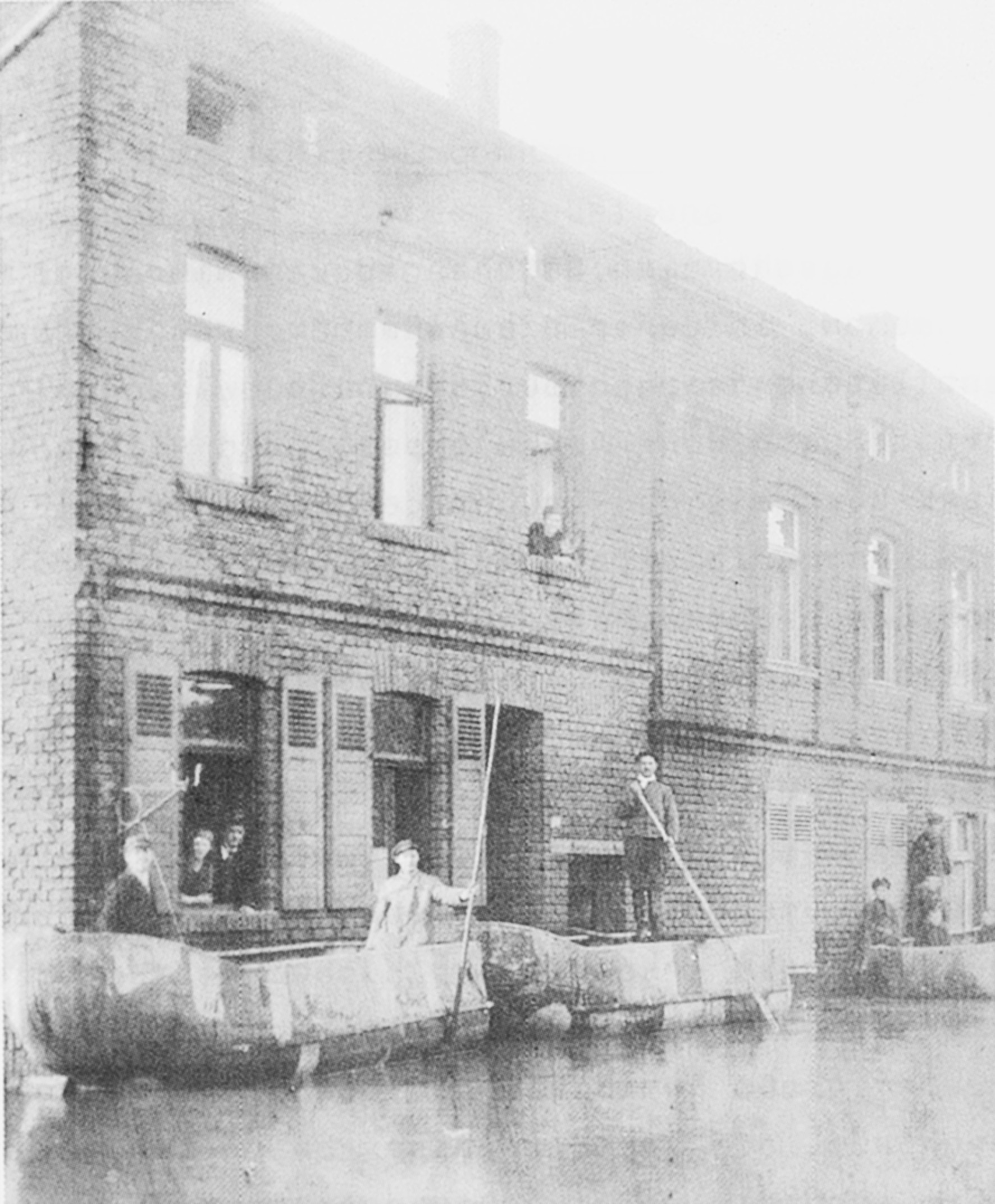
Beueler Wäscher in ihren Booten

Als Transportmittel benutzten die Wäschereien die sogenannte „Schürreskarre“ um ihre Wäsche zum Rhein zu bringen. Das war ein einrädriger Karren, dessen Ladefläche über das Rad ging und zwei „Griffbäume“ aufwies. Die Griffe wurden sowohl zum Lenken als auch zum Tragen der Last benutzt. Bei schwerer Last benutzte man zusätzlich noch einen über die Schulter des Fahrers gehenden Tragegurt (mal. „Hälep“). 
Die Wäscher benutzten die Schürreskarre auch, wenn sie in Bonn Wäsche holten oder zustellten. Die Gierponte (Fähre) war groß genug um dieses Gefährt aufzunehmen. Hatte ein Wäscher einen eigenen ausreichend großen Kahn, war er auf die Fähre nicht angewiesen. Dies war aber nicht immer der Fall. Die Beueler Fischer, die später Wäscher waren, besaßen zu Anfang des vergangenen Jahrhunderts nur sog. „Dreibörtchen“, die eine Schürreskarre nicht aufnehmen konnten. Da die Schürreskarre, durch die immer mehr anfallende Wäsche, zu klein wurde, ging man zur Plateau-Karre über. Diese war auch viel komfortabler für die Überquerung der bereits gebauten Rheinbrücke zwischen Bonn und Beuel. 
Die Plateau-Karre hatte im Gegensatz zu ihrer Vorgängerin zwei hohe Räder in der Mitte des Gefährts. Vor diese Karre konnte auch ein Ziehhund gespannt werden, der den Transport für den Menschen etwas erleichterte. Auf dem Plateau standen die mit Wäsche gefüllten Körbe die zum Schutz mit einer Plane abgedeckt waren. Später wurde der Transport mit einem Pferdefuhrwerk durchgeführt. 
Schließlich waren da auch noch die Wäscheboote mit denen die Wäsche zwischen Beuel und Köln nach 1898 bis Mitte der 20er Jahre transportiert wurde.